# Hardenbergia
Hardenbergia é um gênero botânico de três espécies com flores, pertencente à família Fabaceae e é endêmica da Austrália. 

## Descrição
As plantas do gênero Hardenbergia são ervas trepadeiras, rasteiras ou subarbustos com folhas dispostas alternadamente ao longo dos caules. As folhas são pinadas com um, três ou cinco folíolos com estípulas na base. As flores são geralmente dispostas em pares ou pequenos cachos e são de tamanho médio de cores violeta, branco ou rosado, sendo a pétala padrão mais ou menos circular com o centro amarelado ou esverdeado. As sépalas são unidas na base formando um tubo com dentes curtos. Os estames inferiores são fundidos em uma bainha aberta e o estilete é semelhante a um fio. A fruta é uma vagem oblonga.

## Taxonomia
O gênero Hardenbergia foi formalmente descrito pela primeira vez em 1837 por George Bentham em Stephan Endlicher's Enumeratio plantarum quas in Novae Hollandiae ora austro-occidentali ad fluvium Cygnorum et in sinu Regis Georgii collegit Carolus Liber Baro de Hügel. O gênero foi nomeado em homenagem à Franziska, condessa von Hardenberg, patrona da botânica e irmã do Barão von Huegel, que visitou a Austrália em 1833.
Os nomes de três espécies de Hardenbergia são aceitos pelo Australian Plant Census:
- Hardenbergia comptoniana (Andrews) Benth. (W.A.)
- Hardenbergia perbrevidens R.J.F.Hend. (Qld.)
- Hardenbergia violacea (Schneev.) Stearn (falsa sarsparilla, ervilha de coral roxo, waraburra) (S.A., Qld., N.S.W., A.C.T., Vic. Tas.)

1. ↑  «Fact sheet for Hardenbergia». www.flora.sa.gov.au. Consultado em 28 de julho de 2023
2. ↑  «PlantNET - FloraOnline». plantnet.rbgsyd.nsw.gov.au. Consultado em 28 de julho de 2023
3. ↑  «Flora of Victoria». vicflora.rbg.vic.gov.au. Consultado em 28 de julho de 2023
4. ↑  Western Australian Herbarium, Biodiversity and Conservation Science. «Florabase—the Western Australian Flora». florabase.dpaw.wa.gov.au (em inglês). Consultado em 28 de julho de 2023
5. ↑  «Vascular Plants». biodiversity.org.au. Consultado em 28 de julho de 2023
6. ↑  «Enumeratio plantarum quas in Novae Hollandiae ora austro-occidentali ad Fluvium Cygnorum et in Sinu Regis Georgii collegit Carolus liber baro de Hügel. ... c.1.». HathiTrust (em inglês). Consultado em 28 de julho de 2023
7. ↑  Spencer, Roger (30 de abril de 2002). Horticultural Flora of South-Eastern Australia (em inglês). [S.l.]: UNSW Press
8. ↑  «Vascular Plants». biodiversity.org.au. Consultado em 28 de julho de 2023